# Ernie DiGregorio
Ernest DiGregorio, dit Ernie, né le 15 juin 1951 à Providence (Rhode Island), est un joueur américain de basket-ball ayant évolué en NBA entre 1973 et 1978.

## Biographie
Durant sa carrière universitaire avec les Friars de Providence du Providence College, il présente des totaux de 1 760 points et 662 passes décisives. Lors de sa dernière saison à Providence, il permet à son équipe d'atteindre le Final Four mais Providence s'incline en demi-finale 98 à 85 face aux Tigers de Memphis. Il est toutefois récompensé de manière individuelle par une élection au sein de la NCAA Final Four All-Tournament team, première équipe du Final Four. Il est également élu NCAA East Regional MVP et Consensus All-American.
À la sortie de l'université, il est choisi par les Colonels du Kentucky pour évoluer en American Basketball Association (ABA). Il privilégie toutefois la National Basketball Association (NBA) où il est sélectionné en troisième position de la draft 1973 de la NBA par les Braves de Buffalo. Il est élu meilleur débutant de la saison après avoir mené la ligue à la moyenne de passes (8,2 par match), à la réussite au lancers francs (90,2 %) et établi à 25 le record de passes décisives en un match pour un rookie lors d'une victoire 120 à 119 sur Portland. Cette marque a depuis été égalée par Nate McMillan.
Ernie DiGregorio ne parvient néanmoins jamais à confirmer les espoirs suscités par sa première saison chez les professionnels. En 1976-1977, il mène tout de même la ligue à la réussite aux lancers francs avec 94,5 %, un record pour l’époque. À la fin de la saison 1977, les Braves envoient leur meneur aux Lakers de Los Angeles dans une opération d’échange. Après seulement 25 matches en Californie, Ernie DiGregorio est débarqué avant de rebondir à Boston. Il ne dispute que 27 matches avec les Celtics.
DiGregorio, qui ne s'est jamais totalement remis d'une blessure au genou lors de sa deuxième saison NBA, prend sa retraite sportive en 1978. Après celle-ci, il essaye de se reconvertir dans une carrière d'entraîneur, principalement à North Providence High. Il s'essaye aussi à l'arbitrage, occupant ce rôle pendant une saison en Continental Basketball Association (CBA).

## Clubs successifs
- 1973-1977 : Buffalo Braves devenus depuis les Los Angeles Clippers
- 1977-1978 : Lakers de Los Angeles puis Celtics de Boston

## Palmarès
- Élu NBA Rookie of the Year (meilleur débutant) en 1974 [6]
- Meilleur passeur de la ligue au total de passes décisives (663) en 1974[7]
- Meilleur passeur de la ligue à la moyenne de passes décisives par match (8,2) en 1974[7]
- Deux fois meilleur tireur de lancers francs de la ligue au pourcentage de réussite avec 90,2 % en 1974 et 94,5 % en 1977[7]
- Codétenteur du record NBA de passes décisives en un match pour un débutant avec 25.

## Statistiques
Ernie DiGregorio dispute 312 matches de saison régulière et 15 matches de playoffs. Ses statistiques en saison régulière sont de 9,6 points, 2,0 rebonds, 5,1 passes décisives en 25 minutes 2. En playoffs, ses statistiques sont de 10,0 points, 1,9 rebond, 6,5 passes pour un temps de jeu de 30 minutes 5.

## Pour approfondir
- Liste des meilleurs passeurs en NBA par saison.
- Liste des joueurs de NBA avec 23 passes décisives et plus sur un match.